# Leute

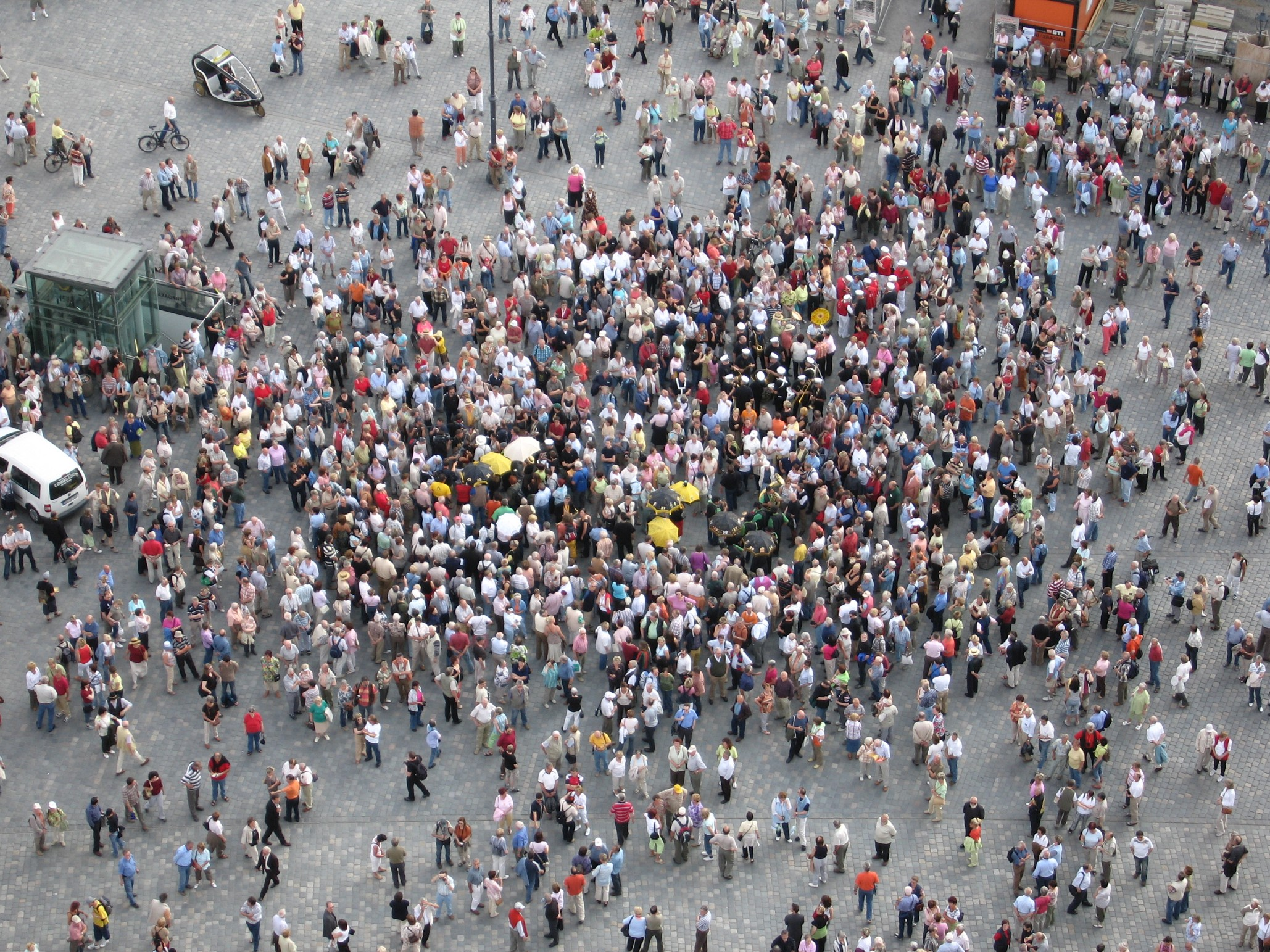
Menschentraube

Leute ist ein geschlechtsneutrales Pluralwort (Pluraletantum) für Personen. Auch in Wortzusammensetzungen kann es als Pluralform verwendet werden: Kaufmann/Kauffrau → Kaufleute.

## Wortherkunft
Abgeleitet ist „Leute“ vom althochdeutschen Wort liut, mit männlichen oder sächlichen grammatikalischem Geschlecht, in der Bedeutung „Volk, Volksgruppe, Bevölkerung“, im Besonderen aber „Gefolgschaft, Volksgenossen“, nach Grimm lateinisch populus entsprechend. Auch mittelhochdeutsch steht noch der liut und daჳ liut „Volk“, zunehmend aber auch im Plural die liute „Menschen“, lateinisch homines. Der Singular ist dann abgegangen.

## Grammatik
Der Grammatikduden von 2016 führt Leute als Pluraletantum (Pluralwort ohne Singularform und ohne grammatisches Geschlecht) in der „Klasse A […] Personenbezeichnungen, die nur sexusindifferent gebraucht werden“ (der Mensch, die Person, das Kind). Mit der Endung -leute kann der geschlechterübergreifende Plural von Zusammensetzungen mit -mann gebildet werden: Seemann → Seeleute; Hauptmann → Hauptleute. Auch der Plural von -mann/-frau wird mit der Endung gebildet: Fachmann/Fachfrau → Fachleute; Feuerwehrmann/Feuerwehrfrau → Feuerwehrleute.

## Bedeutung
Bis heute bezeichnet es (veraltend) die Bevölkerung eines Gebietes oder Landes, redensartlich z. B. in „Land und Leute“, in diesem Sinn ist es Titelbestandteil in zahlreichen Werken (so z. B. in Die Leute von Seldwyla von Gottfried Keller) – die exakte Bedeutung der Wendung „Land und Leute“ ist ‚Glieder des Volks‘, also ‚das Volk als Ganzes, Volkskörper‘, und das insbesondere in ausdrücklicher Abgrenzung zu einem Herrscher: „das gemeine Volk“.
Auch engt sich der Begriff auf die eigene Familie, die Nahestehenden (leutselig, leutscheu) oder die Abhängigen ein, veraltend etwa das Gesinde auf Gütern und Höfen (vgl. Leutekaffee), oder Leute ‚Kriegsvolk, Schar‘, wie Leuteschinder, ein ‚erbarmungsloser Vorgesetzter‘. Im heutigen Gebrauch bezeichnet „Leute“ dann allgemein das Gefolge, die Gefolgschaft, moderner die Anhängerschaft und das Team („er und seine Leute“), auch die Belegschaft („zusätzlich Leute einstellen“)

„lieber land und leut verlohren,

als einen falschen eid geschwohren.“

„Ich pfalzgraf Götz von Tübingen

verkaufe burg und stadt

mit leuten, gülten, feld und wald.“

Unspezifisch steht es für Menschen ohne konkretere Angabe, etwa in „die Leute sagen …“, „sich unter die Leute mischen“, daneben findet auch die Pejoration ‚die Anderen, die Fremden‘, überspitzt formuliert vom Humoristen:

„Die Menschen sind gut, bloß die Leute sind schlecht.“

Oder aber übersteigert positiv ‚die hervorragenden Menschen‘:

„Kleider machen Leute“

Außerdem wird es zum Zählwort, als Plural zu einer in Bezug auf Mensch oder Person, und bildet einen Gegensatz zum Zählwort Mann, oder bleibt ganz unspezifisch:
ein Mann, zwei Mann, zwanzig Mann (militär.), und Platz für zwanzig Personen, drei Menschen starben jeweils für die konkrete Anzahl, während aber ein paar Leute, Platz für viele Leute die Rolle des unbestimmten Numerals einnimmt (Ein paar Leute starben wäre respektlos formuliert)
Veraltet ist der Gebrauch als genereller Plural, der von Jakob und Wilhelm Grimm 1854 aufgeführt wird, etwa bei Frauensleute, Weibsleute. Hier findet sich auch noch ein rückgebildeter Singular: das Weiberleut ist eine Frau.

## Namenkunde
Im Sinne ‚Volk‘ in seinen Nuancen findet es sich auch in alten germanischstämmigen Namen, wo es in diesem Sinne interpretiert werden kann, ohne allzu präzisen Bezug zwischen den beiden Silben herzustellen:
- Liutbald – ‚Volk und kühn‘, daraus etwa Luitpold und Leopold
- Liutfrid – ‚Volk und Frieden‘ (etwa bei den Etichonen)
- Liutgard, Luitgard, Lütegard u. ä. – ‚Volk und Schutz‘
- Liutger – ‚Volk und Speer‘, daraus über Lutger und Lutgar Formen wie Leodgar, Leodegar, Leodigar, Léger u. v. a.
- Liuthold, Liutold, Luit(h)old – ‚Volk und Segen‘

Die Vokaltauschung «iu» → «ui» mit Tendenz zum «ü» ist bemerkenswert und findet sich als solche auch in diutisc ‚deutsch‘ mhd. etwa tuitsch, dial. tütsch, das aus der rekonstruierten urgerm. Wurzel *Þeudō ebenfalls reich namengutbildend ist – wie auch die Wendung der beiden sinnverwandten Worte deutsche Leute ‚deutsches Volk‘ bis in die Neuzeit beliebt ist.